# Zaghe-je Sofla
Zaghe-je Sofla (perski: زاغه سفلي) – wieś w Iranie, w ostanie Kurdystan. W 2006 roku liczyła 459 mieszkańców w 111 rodzinach.